# Льовушкіна Алла Іллівна
Алла Іллівна Льовушкіна (рос. Лёвушкина Алла Ильинична; 5 травня 1927,  Рязань — 23 січня 2020, там само) — радянська та російська хірургиня — проктолог. Була найстарішим в Росії практикуючим хірургом, завершивши роботу в лікарні в 2018 році у віці 91 року при лікарському стажі 67 років. За час роботи провела понад 10 000 операцій.